# Tipula tenaya
Tipula tenaya är en tvåvingeart som beskrevs av Alexander 1946. Tipula tenaya ingår i släktet Tipula och familjen storharkrankar. Inga underarter finns listade i Catalogue of Life.